# Louis Wei Tsing-sing
Louis Wei Tsing-sing (衛青心, Wei Qingxin), né le 19 mars 1903 à Shanghai (Chine), et mort le 4 mai 2001 à l'Hôpital Sainte-Perrine, dans le 16ème arrondissement de Paris, est un chercheur en histoire et prêtre catholique chinois établi en France. Wei était le nom de sa famille adoptive. Sa famille biologique était les Wou. Il avait un frère jésuite et une sœur religieuse.
Après ses études secondaires, il devient journaliste et instituteur. En 1928, il enseigne à Singapour, et revient en Chine en 1931. Comme correspondant de cinq journaux, il part pour Rome à pied: Tibet, Inde, Perse, Mésopotamie... Parti de Shanghaï le 17 avril 1931, il arrive à Rome le 27 mars 1933. Il reprend ses études, notamment à Pérouse, et travaille comme interprète à l'ambassade de Chine. En 1939, il part pour Paris. Il est étudiant à la Sorbonne et à Lyon, à l'Institut franco-chinois de Lyon: il prépare sa thèse, Les missions françaises en Chine de 1842 à 1856, sous la direction de Pierre Renouvin. 
De 1945 à 1953 il travaille à l'ambassade de Chine, mais il est aussi chercheur au CNRS.
Entre 1953 et 1960 il "fait un essai de vie monastique" à l'abbaye bénédictine Saint-André de Bruges, là même où s'était retiré un ancien premier ministre chinois, Lou Tseng-Tsiang (1871-1949). Il publie sa thèse en 1961, et entre au séminaire des Carmes.
Il a été ordonné prêtre à Rome le 28 décembre 1965 par le cardinal Tisserant.
Le 25 juin 1966 il est nommé vicaire stagiaire à Saint-Michel des Batignolles. Cette même année il est nommé vicaire de cette paroisse, et aumônier à l'hôpital Bretonneau.
Il prend sa retraite en 1979 au Foyer Sacerdotal du 26 rue du Général-Foy, Paris VIIIe. Cette même année, il retourne pour la première fois en Chine, pour quatre semaines, après cinquante ans d'exil volontaire. D'après le cardinal Etchegaray, il serait retourné en Chine en 1982.
Il s'était beaucoup engagé dans les années 1960 et 1970 pour la normalisation des relations entre le gouvernement de Pékin, le Vatican, la France et les autres pays occidentaux. il a été longtemps considéré par la Chine comme un espion du Vatican, et pour le Vatican, comme l'homme de la Chine.